# Filip Rudzik
Filip Syarheyevich Rudzik (tiếng Belarus: Філіп Сяргеевіч Рудзік; tiếng Nga: Филипп Рудик (Filipp Rudik); sinh 22 tháng 3 năm 1987) là một cầu thủ bóng đá Belarus thi đấu cho Neman Grodno.

## Sự nghiệp
Vào tháng 6 năm 2014, Rudzik rời khỏi FC Atyrau, ký hợp đồng cùng với FC Spartak Semey sau đó.

## Danh hiệu
Naftan Novopolotsk
- Vô địch Cúp bóng đá Belarus: 2008–09

BATE Borisov
- Vô địch Giải bóng đá ngoại hạng Belarus: 2011, 2012, 2013
- Vô địch Siêu cúp bóng đá Belarus: 2011, 2013